# Dead Disco
Dead Disco (в переводе с англ. — «Мёртвое диско») — британская электро-рок-группа, образованная в 2005 году в городе Лидс, Йоркшир. В состав коллектива входили Виктория Хескет (вокал, синтезатор), Люси Кэтервуд (гитара) и Мэри Франс (бас-гитара). На концертных выступлениях также участвовала барабанщица Анна Прайор.

## История группы

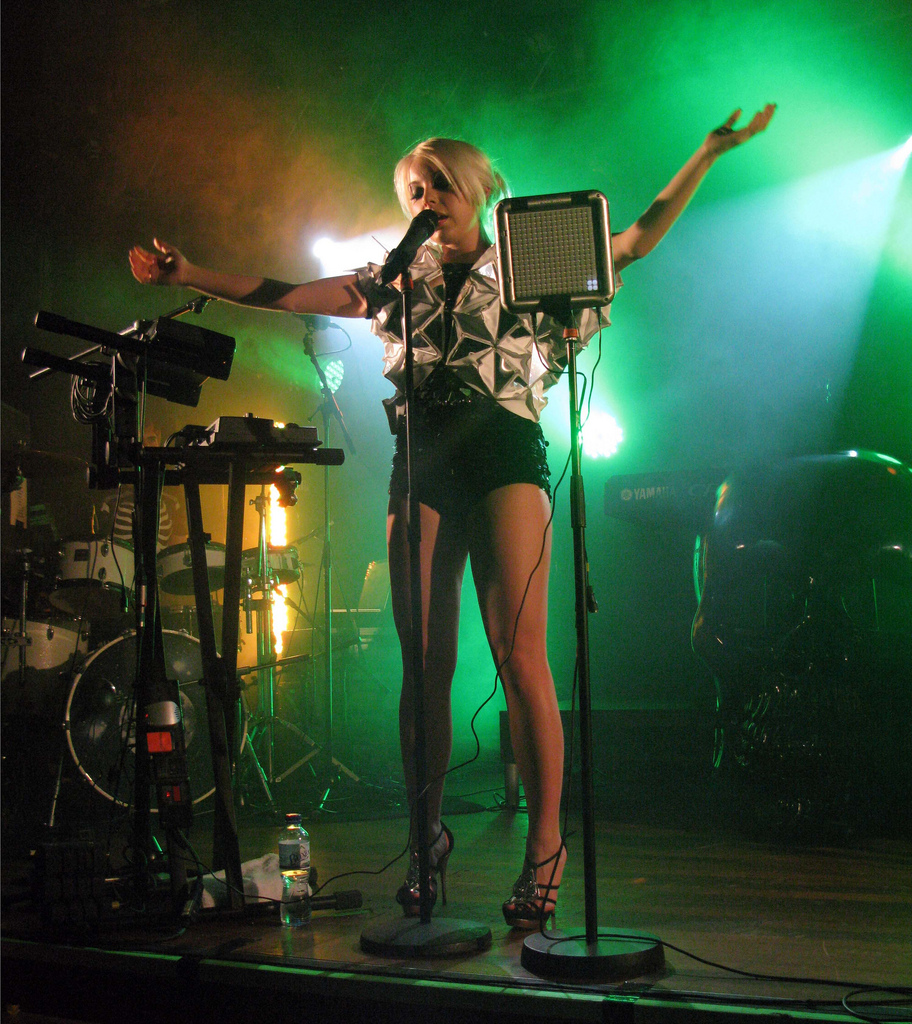
Вокалистка Виктория Хескет

Коллектив был основан в августе 2005 года. На тот момент Хескет, Кэтервуд и Франс являлись студентками Лидского университета. По мнению самих участниц группы, главными вдохновителями на создание собственного музыкального коллектива стали The Bangles, Blondie, Siouxsie and the Banshees, Ladytron, The Killers, Билли Айдол, Gang of Four, The Slits и The Rapture.
За свою карьеру Dead Disco не выпустили ни одного студийного альбома, однако записали несколько синглов, наиболее успешными среди которых стали «Automatic» и «You’re Out». Последний был спродюсирован Грегом Карстном, который ранее сотрудничал с Кайли Миноуг, Гвен Стефани, Peaches и Софи Элис-Бекстор. Кроме того, на протяжении всей карьеры Dead Disco активно гастролировали, выступая преимущественно на европейских музыкальных фестивалях.
Но в декабре 2008 года в Myspace участницами группы было оставлено сообщение, что Dead Disco прекращает существование. Это было связано с тем что члены коллектива сосредоточились над новыми проектами: Виктория Хескет начала сольную деятельность под псевдонимом Литл Бутс, а Кэтервуд и Франс основали свой проект Video Villain.

## Дискография
Синглы
- «The Treatment» (2005)
- «City Place» (2006)
- «Automatic» (2006)
- «You’re Out» (2007)

## Состав
- Виктория Хескет — вокал, синтезатор (2005—2008)
- Люси Кэтервуд — гитара (2005—2008)
- Мэри Франс — бас-гитара (2005—2008)

Концертный участник
- Анна Прайор — ударные (2005—2008)